# Оренбург – Самара
Оренбург – Самара – один з газопроводів, споруджених для видачі продукції унікального Оренбурзького газоконденсатного родовища.
Наприкінці 1960-х узялись за розвиток Оренбурзького родовища. Зокрема, в 1973 році (ще до запуску Оренбурзького ГПЗ) спорудили газопровід Оренбург – Самара, який має довжину 251 км та виконаний в діаметрі 1020 мм. В кінцевому пункті маршруту (в районі на південь від Самари) він під’єднується до 265-го кілометру траси газопроводу Мокроус – Самара – Тольятті.
Перекачування ресурсу забезпечують компресорні станції КС-1 «Бурдингіно», КС-2 «Старо-Александрівська» та КС-3 «Красноармєйська».
На компресорну станцію «Старо-Александрівська» за допомогою газопроводу Зайкіно – Старо-Александрівка подається додатковий ресурс із Зайкінської групи родовищ. В середині 2000-х до газопроводу підключили Загорську установку підготовки газу.